# レパント (駆逐艦・初代)
| 竣工時の「レパント」。 | |
| 艦歴                   | |
| 発注                   | カルタヘナ海軍造船所 |
| 起工                   | |
| 進水                   | |
| 就役                   | 1930年 |
| 退役                   | 1957年5月24日 |
| その後                 | 1958年解体 |
| 除籍                   | |
| 性能諸元               | |
| 排水量                 | 基準：1,530トン 満載：2,087トン |
| 全長                   | 102.0m |
| 水線長                 | 97.5m |
| 全幅                   | 9.68m |
| 吃水                   | 3.2m |
| 機関                   | ヤーロー式重油専焼水管缶4基 +パーソンズ式ギヤード･タービン2基2軸推進                                                                                |
| 最大出力               | 42,000hp |
| 最大速力               | 36.0ノット |
| 航続距離               | 10ノット/5000海里 14ノット/4500海里 |
| 燃料                   | 重油：240トン（常備）、480トン（満載） |
| 乗員                   | 160名 |
| 兵装                   | アームストロング 12cm（45口径）単装速射砲5基 アームストロング 7.62cm（40口径）単装高角砲1基 ヴィッカース 7.7mm単装機銃4丁 53.3cm三連装魚雷発射管2基 |

レパント (Lepanto) はスペイン海軍の駆逐艦。チュルカ級。艦名はレパントの海戦にちなむ。

## 艦歴
1930年就役

### スペイン内戦
スペイン内戦中、「レパント」は政府側所属であった。内戦初期は、「レパント」はスペイン領モロッコとイベリア半島との間での反乱軍側の兵員輸送を阻止するため、ジブラルタル海峡の封鎖に従事した。それから、北部で孤立した政府軍を支援するためカンタブリア海へ向かう艦隊に加わった。また、シェルシェル岬沖海戦に参加し、船団護衛にも従事した。
パロス岬沖海戦では、「レパント」は駆逐艦「サンチェス・バルカイステゥギィ」、「アルミランテ・アンティキオラ」と共に反乱軍側の重巡洋艦「バレアレス」を雷撃し撃沈した。
1939年3月5日、死刑を逃れたいと思う乗員によって「レパント」はカルタヘナから逃れ、他の艦艇と共にチュニジアのビゼルトへ向かった。そこには3月11日に到着し、乗員は政治亡命を求めた。艦は抑留され、乗員の大半はMeheri Zabbensの収容所に入れられた。1939年3月31日に輸送船「マヨルカ (Mallorca)」と「マルケス・デ・コミーリャス (Marqués de Comillas)」が艦を引き取るための新たな乗員を乗せて到着した。

### 内戦後
内戦の公式な終結から24時間後の1939年4月2日、「レパント」は姉妹艦と共にスペインへ向け出航した。そして、4月5日にカディスに到着した。
1940年7月27日、対潜訓練に参加中、潜水艦「C-4」と衝突した。「C-4」は二つに引き裂かれ沈没し、乗員44人すべてが死亡した。
「レパント」は1957年5月24日に退役し、1958年にスクラップとなった。